# (293909) Matterhorn
(293909) Matterhorn ist ein Asteroid des äußeren Hauptgürtels, der sich zwischen Mars und Jupiter befindet.
Er wurde am 16. September 2007 von den deutschen Amateurastronomen Stefan Karge und Rainer Kling von der Hans-Ludwig-Neumann-Sternwarte (IAU-Code B01) auf dem Kleinen Feldberg im Taunus entdeckt.
Der Asteroid wurde am 17. Dezember 2013 nach dem 4478 m ü. M. hohen Matterhorn benannt. Das Matterhorn ist einer der höchsten Berge der Alpen und befindet sich auf der Grenze zwischen Italien und der Schweiz.